# Данрлей
Данрлей де Деус Интеролз (порт.-браз. Danrlei de Deus Hinterholz; 18 апреля 1973, Крисиумал), в русскоязычных источниках Дарнлей де Деус Хинтерхольц — бразильский футболист, вратарь. После завершения игровой карьеры стал политиком. Представляет Социал-демократическую партию. В настоящее время является членом палаты депутатов.

## Карьера
Данрлей начал карьеру в клубе «Гремио» в возрасте 14 лет. Туда он попал благодаря дяде Бето, тот также был вратарём и играл за клуб. Он и привёл Данрлея на тренировки, где мальчик первоначально просто приносил улетевшие мячи. Позже юноша прошёл просмотр и стал игроком молодёжного состава клуба. При этом он жил с 14 до 20 лет на территории стадиона, потому как ему негде было остановиться. Часто Дарнлей ходил на матчи принципиального соперника «Гремио», клуба «Интернасьонал», где следил за игрой Клаудио Таффарела, которого он позже называл лучшим вратарём Бразилии. В 1992 году он дебютировал в основном составе команды. Годом позже футболист чаще всего находился на скамье запасных, однако провёл несколько матчей и выиграл свой первый титул — чемпиона штата Риу-Гранди-ду-Сул. С приходил на пост главного тренера «Гремио» Луиса Фелипе Сколари Данрлей стал твёрдым игроком основы клуба: тот сразу сделал ставку на молодого голкипера. В 1994 году «Гремио» выиграл Кубок Бразилии, а сезон спустя отпраздновал победу в чемпионате штата и Кубке Либертадорес. Ещё через год команда выиграла второй подряд титул сильнейшей команды Риу-Гранди-ду-Сул, впервые за 15 лет победила в чемпионате Бразилии, а также завоевала Рекопу Южной Америки. В 1998 году у «Гремио» начался финансовый кризис. Однако Дарнлей по-прежнему оставался лидером и твёрдым игроком основного состава команды. В 1999 и 2001 года были выиграны чемпионаты штата, а в 2001 году третий за 10 лет Кубок Бразилии. Однако после этого периода голкипер потерял место основного вратаря клуба. 27 сентября 2003 года Дарнлей провёл последний матч за «Гремио» против «Сан-Паулу». 22 декабря того же года руководство клуба заявило, что не будет продлевать с ним контракт. В составе команды он провёл 594 матча.
В 2004 году Дарнлей перешёл во «Флуминенсе». 14 апреля он дебютировал в составе команды в матче со своим бывшим клубом «Гремио» (2:2). Он сыграл ещё в двух встречах за клуб, после чего покинул ряды «Флу». В том же году голкипер стал игроком «Атлетико Минейро», где дебютировал 20 июля в матче с «Гоясом» (0:2). В том же сезоне Дарнлей был признан лучшим игроком чемпионата штата Минас-Жерайс, получив трофей Гуара. В следующем сезоне «Атлетико» вылетел из серии А. Причиной этому стали многочисленные задержки в заработной плате, что серьёзно сказалось на моральном состоянии футболистов. За «Атлетико» вратарь провёл 67 матчей в которых пропустил 97 голов. В 2006 году Дарнлей уехал в Португалию, в клуб «Бейра-Мар». 10 сентября он сыграл первую встречу за клуб против «Униан Лейрии» (2:2), где на 86 минуте был удалён с поля. Всего за клуб футболист провёл 6 матчей, в которых пропустил 13 голов. Последний матч за «Бейра-Мар» Дарнлей сыграл 26 ноября 2006 года с «Академикой» (1:3). На следующий год он возвратился в Бразилию, став игроком «Сан-Жозе». 11 февраля он дебютировал в составе команды в матче с «Гремио Бразил» (1:0). Всего за «Сан-Жозе» Дарнлей провёл 9 матчей. Оттуда голкипер перешёл в «Клуб Ремо». Играя за эту команду Дарнлей после одной из игр сказал: «Я никогда в жизни не пропускал столько голов». Там футболист играл на протяжении семи месяцев. И за это время ему не выплачивали заработную плату. Он даже подал иск на клуб за выплатой 200 тысяч реалов, однако позже отозвал его, «простив» долг, в знак уважения к болельщикам «Ремо», у которых он пользовался большим уважением. Последней командой Дарнлея стал клуб «Гремио Бразил». 16 июня 2009 года автобус с командой перевернулся, погибло три человека, остальные пострадали. 12 декабря Данрлей завершил игровую карьеру.
В 2010 году бывший футболист стал федеральным депутатом от штата Риу-Гранди-ду-Сул, набрав 173 787 голосов. Тогда он представлял Бразильскую лейбористскую партию. В октябре 2014 года Дарнлей был переизбран, набрав 158 973 голоса. На этот раз он представлял Социал-демократическую партиюВ 2018 году он вновь был переизбран с 102 тысячами голосов. С 2019 по 2023 год бывший футболист занимал пост государственного секретаря по спорту и отдыху штата Риу-Гранди-ду-Сул. В октябре 2022 года Дарнлей в четвёртый раз подряд стал депутатом с 97 824 голосами.

## Международная статистика

### Олимпийская сборная
| Матчи Данрлея за олимпийскую сборную Бразилии | Матчи Данрлея за олимпийскую сборную Бразилии | Матчи Данрлея за олимпийскую сборную Бразилии | Матчи Данрлея за олимпийскую сборную Бразилии | Матчи Данрлея за олимпийскую сборную Бразилии | Матчи Данрлея за олимпийскую сборную Бразилии | Матчи Данрлея за олимпийскую сборную Бразилии |
| --------------------------------------------- | --------------------------------------------- | --------------------------------------------- | --------------------------------------------- | --------------------------------------------- | --------------------------------------------- | --------------------------------------------- |
| №                                             | Дата                                          | Место проведения                              | Оппонент                                      | Счёт                                          | Голы                                          | Турнир                                        |
| 1                                             | 19 октября 1994                               | Консепсьон                                    | Чили (олимп.)                                 | 5:0                                           | 0                                             | Товарищеский матч                             |

### Национальная сборная
| Матчи Данрлея за сборную Бразилии | Матчи Данрлея за сборную Бразилии | Матчи Данрлея за сборную Бразилии | Матчи Данрлея за сборную Бразилии | Матчи Данрлея за сборную Бразилии | Матчи Данрлея за сборную Бразилии | Матчи Данрлея за сборную Бразилии |
| --------------------------------- | --------------------------------- | --------------------------------- | --------------------------------- | --------------------------------- | --------------------------------- | --------------------------------- |
| №                                 | Дата                              | Место проведения                  | Оппонент                          | Счёт                              | Голы                              | Турнир                            |
| 1                                 | 29 марта 1995                     | Гояния                            | Гондурас                          | 1:1                               | −1                                | Товарищеский матч                 |
| 2                                 | 29 июня 1995                      | Ресифи                            | Польша                            | 2:1                               | −1                                | Товарищеский матч                 |
| 3                                 | 27 сентября 1995                  | Белу-Оризонти                     | Румыния                           | 2:2                               | −1                                | Товарищеский матч                 |
| 4                                 | 26 июня 1996                      | Кариасика                         | Польша                            | 3:1                               | −1                                | Товарищеский матч                 |

## Достижения
- Чемпион штата Риу-Гранди-ду-Сул: 1993, 1995, 1996, 1999, 2001
- Обладатель Кубка Бразилии: 1994, 1997, 2001
- Обладатель Кубка Либертадорес: 1995
- Обладатель Рекопы Южной Америки: 1996
- Чемпион Бразилии: 1996
- Победитель Предолимпийского турнира КОНМЕБОЛ: 1996

## Личная жизнь
Дарнлей родился в семье Элбио и Селины. У него была сестра Самара. Мать Дернлея умерла от онкологии в 1988 году.
Дарнлей был женат на девушке Мишелле. У них родился сын. Затем в 1999 году они развелись. Позже Мишелле повторно вышла замуж, также за игрока «Гремио», Пальинью. По словам Пальиньи, несмотря на то, что когда они стали встречаться, Мишелле уже была в разводе, сама ситуация вызвала неудовольствие Дарнлея. Это было вызвано в том числе тем, что в клубе начали ходить слухи, что Мишелле изменяла Дарнлею до развода. Позже он женился во второй раз на Жулиане Моура. У них родились две дочери — Изабела и Рафаэла.